# Elinda Vorster
Elinda Vorster (* 8. September 1965 in Kapstadt als Elinda Rademeyer) ist eine ehemalige südafrikanische Leichtathletin, die sich auf den Sprint spezialisiert hat. Ihren größten Erfolg feierte sie mit dem Afrikameistertitel über 100 und 200 Meter sowie in der 4-mal-100-Meter-Staffel im Jahr 1992.

## Sportliche Laufbahn
Erste internationale Erfahrungen sammelte Elinda Vorster im Jahr 1992, als sie bei den Afrikameisterschaften in Belle Vue Maurel in 11,26 s auf Anhieb die Goldmedaille im 100-Meter-Lauf gewann und sich auch über 200 Meter in 23,60 s die Goldmedaille sicherte. Zudem siegte sie in 44,53 s gemeinsam mit  Yolanda Steyn, Karen Botha und Marcel Winkler auch mit der südafrikanischen 4-mal-100-Meter-Staffel. Anschließend nahm sie an den Olympischen Sommerspielen in Barcelona teil und schied dort mit 11,44 s und 23,08 s jeweils im Halbfinale über 100 und 200 Meter aus. Im Jahr darauf erreichte sie bei den Weltmeisterschaften in Stuttgart das Semifinale im 200-Meter-Lauf und schied dort mit 22,83 s aus, wie auch über 100 Meter mit 11,22 s. Zudem gewann sie im selben Jahr in 11,45 s die Silbermedaille über 100 Meter bei den Afrikameisterschaften in Durban hinter der Nigerianerin Beatrice Utondu und mit der Staffel gewann sie in 45,15 s gemeinsam mit Evette de Klerk, Yolanda Steyn und Susan Knox die Bronzemedaille hinter den Teams aus Nigeria und Madagaskar. 1996 bestritt sie in Südafrika ihre letzten offiziellen Wettkämpfe und beendete daraufhin ihre aktive sportliche Karriere im Alter von 30 Jahren.

## Persönliche Bestleistungen
- 100 Meter: 11,22 s (+1,4 m/s), 20. April 1990 in Germiston
- 200 Meter: 22,58 s (+1,2 m/s), 21. April 1990 in Germiston